# 무비 컬렉션
무비 컬렉션 무비코레(MOVIE Collection ムビコレ)는 영화 정보 일본어 웹사이트로, 유한회사 키치에서 운영 중이다.